# Софтбол савез Србије
Софтбол савез Србије  је основан 2005. године. Од 2006. године Савез је пуноправни члан Олимпијског комитета Србије и Спортског савеза Србије. Исто тако, пуноправни је члан Европске софтбол федерације (ESF) од фебруара 2006. године и Светске софтбол федерације (ISF).
У 2006. години, по формирању репрезентације, учествовало се на Балканском купу у Бугарској. Заједно са Софтбол савезом Београда 2005. и 2006. године, Савез је организовао међународни ТРОФЕЈ БЕОГРАДА, где су уз Србију учествовале селекције Хрватске и Бугарске.